# Dehalogenace

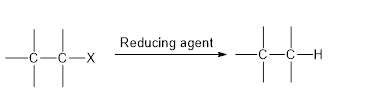
Znázornění dehalogenační reakce (R je alkylová nebo arylová skupina, X je I, Cl, Br nebo F)

Dehalogenace je označení pro chemické reakce, při kterých dochází k odštěpení halogenu z molekuly. Dělí se na dva druhy: redukční dehalogenaci a dehydrohalogenaci.

## Historie
V roce 1832 připravil Justus von Liebig první organohalogenid chlorací ethanolu a poté začaly být tyto látky podrobně zkoumány. Organohalogenidy jsou často pesticidy, chladiva, reaktanty, rozpouštědla a polymery.

## Rychlost dehalogenace
Fluor má ze všech halogenů nejelektronegativnější atomy a tak vytváří s atomy uhlíku nejpevnější vazby; disociační energie vazeb jsou takovéto: H3C-I (234 kJ/mol), H3C-Br (293 kJ/mol), H3C-Cl (351 kJ/mol), H3C-F (452 kJ/mol), reaktivita tak obecně roste v řadě F<< Cl < Br < I. Rychlost dehalogenace také ovlivňují sterické faktory, takže primární alkylhalogenidy reagují rychleji než sekundární, které jsou zase reaktivnější než terciární.
Rychlosti dehalogenačních reakcí také závisí na použitém katalyzátoru, obzvláště oxidačním čísle v něm obsaženého kovu, a na použitých redukčních činidlech.

## Dehalogenace s použitím alkalických kovů a kovů alkalických zemin
Alkalické kovy a kovy alkalických zemin, například lithium, sodík, draslík, hořčík a vápník, jsou dobrými katalyzátory dehalogenací. V průběhu reakce fungují kovy jako redukční činidla, která štěpí vazby uhlík-halogen, halogen se poté stává odstupující skupinou. Na následujícím obrázku je znázorněna obecná dehalogenační reakce katalyzovaná takovým kovem:

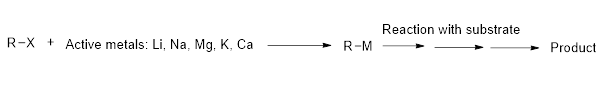
Obecný mechanismus dehalogenace za katalýzy alkalickými kovy nebo kovy alkalických zemin

Jako katalyzátory lze použít různé lithné naftalenidy, které je možné použít k lithiaci různých halogenalkanů. Li-aren reaguje s vodou nebo deuteriem za vzniku dehalogenovaného produktu. Hlavní nevýhodou lithných katalyzátorů je jejich obtížné oddělování z reakční směsi, protože naftalen se absorbuje na arenových substrátech. V polymerové chemii se k dehalogenacím používá kovový sodík.
Odstraněním atomu halogenu z halogenarenu za přítomnosti Grignardova činidla a vody dochází k procesu známému jako Grignardova degradace; jde o dvoustupňový proces, který začíná tvorbou alkyl/arylmagnesiumhalogenidu a pokračuje adicí zdroje protonů za tvorby dehalogenované sloučeniny. Byla popsána dehalogenace benzylhalogenidů při teplotě 600 °C pomocí atomárního hořčíku, přičemž se vytváří tolueny a bibenzyly; a také dehalogenace organohalogenidů vakuovou pyrolýzou.

## Dehalogenace s použitím komplexů přechodných kovů

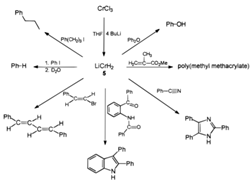
Dehalogenace s využitím dihydridu lithno-chromného

Jsou známy různé metody dehalogenace využívající jako katalyzátory komplexy přechodných kovů. Sloučeniny vanadu v nízkých oxidačních číslech zprostředkovávají dehalogenace jednoelektronovou redukcí. Účinnost přitom záleží na redoxním potenciálu komplexu i radikálofilu. Jako redukční činidlo k dehalogenaci řady alkylhalogenidových i arylhalogenidových substrátů může být použit rovněž dihydrid lithnochromný.
Z ostatních kovů bylo v souvislosti s dehalogenačními reakcemi nejpodrobněji prozkoumáno železo. G. Cahiez popsal redukci bromalkanů pomocí manganatých halogenidů za přítomnosti Fe(acac)3. Byla též popsána dehydrobromace 1,1,-dibrom-1-alkenů za přítomnosti Fe a Co. Vitamin B12 a koenzym F430 mohou dechlorovat tetrachlorethen na ethen, zatímco hematin lze použít k dechloraci tetrachlorethenu na vinylchlorid.

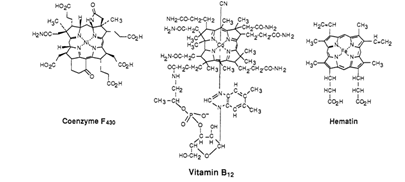
Struktura makromolekul použitelných při dehalogenacích

Komplexy fluoridu železnatého byly použity k dehydrofluoraci fluorovaných uhlovodíků.

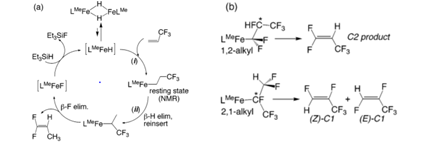
Dehydrofluorace fluorovaných alkenů

Také byly vyvinuty dvoufázové systémy pro dehalogenaci trichlorethenů. Podle kinetického modelu v jedné fázi probíhá samotná reakce, zatímco mezi fázemi dochází k přesunu hmoty.
Je známo několik způsobů dehalogenace využívajících ke katalýze další kovy, jako jsou kobalt, nikl, palladium, a také křemík nebo germanium.